# بطليموس أبيون
بطليموس آبيون أو المعروف ببساطة باسم أبيون (اليونانية القديمة: Πτολεμαῖος Ἀπίων، (مواليد 150 قبل الميلاد - الوفاة 96 قبل الميلاد)، كان آخر ملك لمملكة قورينائية المستقلة وكان عضوًا في سلالة البطالمة. كان بطليموس. اسمه الثاني ابيون.

## النسب
كان بطليموس ابن الأمير، ملك قورينائية وفرعون مصر في فيما بعدبطليموس الثامن فيزكون وزوجته الثالثة إيرين الأم إيرين / إيثاكا القورينية. كان عم بطليموس هو بطليموس السادس فيلوميتور وكانت خالته الأميرة والملكة كليوباترا الثانية. كان أجداده من الأب بطليموس الخامس إبيفانيس والملكة كليوباترا الأولى من مصر، التي كانت أميرة يونانية للإمبراطورية السلوقية.  ربما كانت والدة بطليموس، إيرين (إيرين)، قد سميت إيثاكا بالفعل، وفقًا للمؤرخ اليهودي الروماني يوسيفوس فلافيوس. لا يُعرف الكثير عن أصول إيرين، بصرف النظر عن حقيقة أنها جاءت من برقة. كانت عشيقة فيسكون وكانت من بين محظياته. كانت إيرين عشيقة فيزكون من 150 قبل الميلاد حتى 127 قبل الميلاد. سادسا 

## السيرة الذاتية
ولد بطليموس أبيون في قورينا، عاصمة مملكة قورينائية، لكنه نشأ وتعلم في بلاط والده في مصر. حتى 116 قبل الميلاد، على الأرجح عاش في شرق ليبيا. لم يكن بطليموس قط يحمل لقبًا ملكيًا. في عام 116 قبل الميلاد، توفي والد بطليموس.، ورث بطليموس برقة، وفي ذلك العام، اعتلى العرش دون أي معارضة سياسية. تم تسجيل القليل عن عهد بطليموس في برقة. 

## الموت
توفي بطليموس في عام 96 قبل الميلاد ونفذ شروط إرادة والده لبرقة. لم يتزوج قط ولم يكن لديه ورثة. في إرادة بطليموس، ترك برقة وممتلكات أسلافه الملكية إلى حكم الجمهورية الرومانية. خطط فيزكون هذا لبرقة بعد وفاة بطليموس.
احتل السكان المحليون لأسلاف بطليموس في القرن الأول. احتاج محتالو العقارات إلى المساعدة من الإمبراطور الروماني، نيرو، لإضفاء الشرعية على ملكية الأرض من خلال وظائفهم، وبالتالي منح الملكية فيها.

## الوفاه
| بطليموس أبيون توفي: 96 ق.م              |                                     |                                   |
| منصب                                    |                                     |                                   |
| سبقه بطليموس الثامن ملك مملكة قورينائية | ملك مملكة قورينائية 116 ق.م– 96 ق.م | شاغرمقاطعة رومانية 95 قبل الميلاد |